# 펠릭스 베레진
펠릭스 알렉산드로비치 베레진(러시아어: Фе́ликс Алекса́ндрович Бере́зин, 1931년 4월 25일 ~ 1980년 7월 14일)은 소련 수학자이자 물리학자로 초대칭 및 초다양체 이론은 물론 양자장론의 경로적분 공식화에 기여한 것으로 알려져 있다.
베레진은 모스크바 주립대학교에서 공부했지만 유대인 출신이라는 이유로(그의 어머니는 유대인이었다) 그곳에서 대학원 공부를 할 수 없었다. 그 후 3년 동안 베레진은 모스크바 고등학교에서 가르쳤다. 그는 저명한 소련 수학자 이즈라일 겔판드의 지도 하에 수리물리학을 계속 공부했다. 흐루시초프의 자유화 이후 그는 25세에 모스크바 국립대학교 수학과에 입학했다.
반교환 그라스만 변수에 대한 베레진 적분 그의 이름을 따서 명명되었으며, 행렬식의 " 초"유사체로 간주될 수 있는 베레지니안의 밀접하게 관련된 구성도 마찬가지이다.
베레진은 여름 여행 중 콜리마 지역에서 익사했다.

## 업적
- The Method of Second Quantization, Academic Press (1966).
- Introduction to Superanalysis, Springer (1987).

## 같이 보기
- 조화진동자 표현

## 참고문헌
- “펠릭스 베레진”. 《수학 계보 프로젝트》 (영어). 미국 수학회.
- Yu. I. Manin; M. A. Markov; S. P. Novikov; V. I. Ogievetsky; V. Ya. Faynberg; E. S. Fradkin (1981). “Feliks Aleksandrovich Berezin”. 《Soviet Physics Uspekhi》 (Obituary) 24 (6): 528–529. Bibcode:1981SvPhU..24..528M. doi:10.1070/PU1981v024n06ABEH004854. (also available in Russian)
- Robert A. Minlos (2005). “Felix Alexandrovich Berezin (A Brief Scientific Biography)”. 《Letters in Mathematical Physics》 74 (1): 5–19. Bibcode:2005LMaPh..74....5M. doi:10.1007/s11005-005-0023-9.
- N. N. Bogolyubov; I. M. Gelfand; R. L. Dobrushin; A. A. Kirillov; M. G. Krein; D. A. Leites; R. A. Minlos; Ya. G. Sinai; M. A. Shubin (1981). “Feliks Aleksandrovich Berezin. Obituary”. 《Uspekhi Mat. Nauk》 (러시아어) 36 (4): 185–190.
- Mikhail Shifman, 편집. (2007). 《Felix Berezin, The Life and Death of the Mastermind of Supermathematics》. Singapore: World Scientific. ISBN 978-981-270-532-7. 2007년 9월 27일에 원본 문서에서 보존된 문서. 2007년 1월 9일에 확인함.